# Municipio de Fairview (condado de Mercer)
El municipio de Fairview  (en inglés: Fairview Township) es un municipio ubicado en el condado de Mercer en el estado estadounidense de Pensilvania. En el año 2000 tenía una población de 1.036 habitantes y una densidad poblacional de 21.0 personas por km².

## Geografía
El municipio de Fairview se encuentra ubicado en las coordenadas 41°20′00″N 80°13′59″O / 41.33333, -80.23306.

## Demografía
Según la Oficina del Censo en 2000 los ingresos medios por hogar en la localidad eran de $40,395 y los ingresos medios por familia eran $41,417. Los hombres tenían unos ingresos medios de $30,313 frente a los $20,391 para las mujeres. La renta per cápita para la localidad era de $14,909. Alrededor del 12,8% de la población estaban por debajo del umbral de pobreza.